# Első fólió

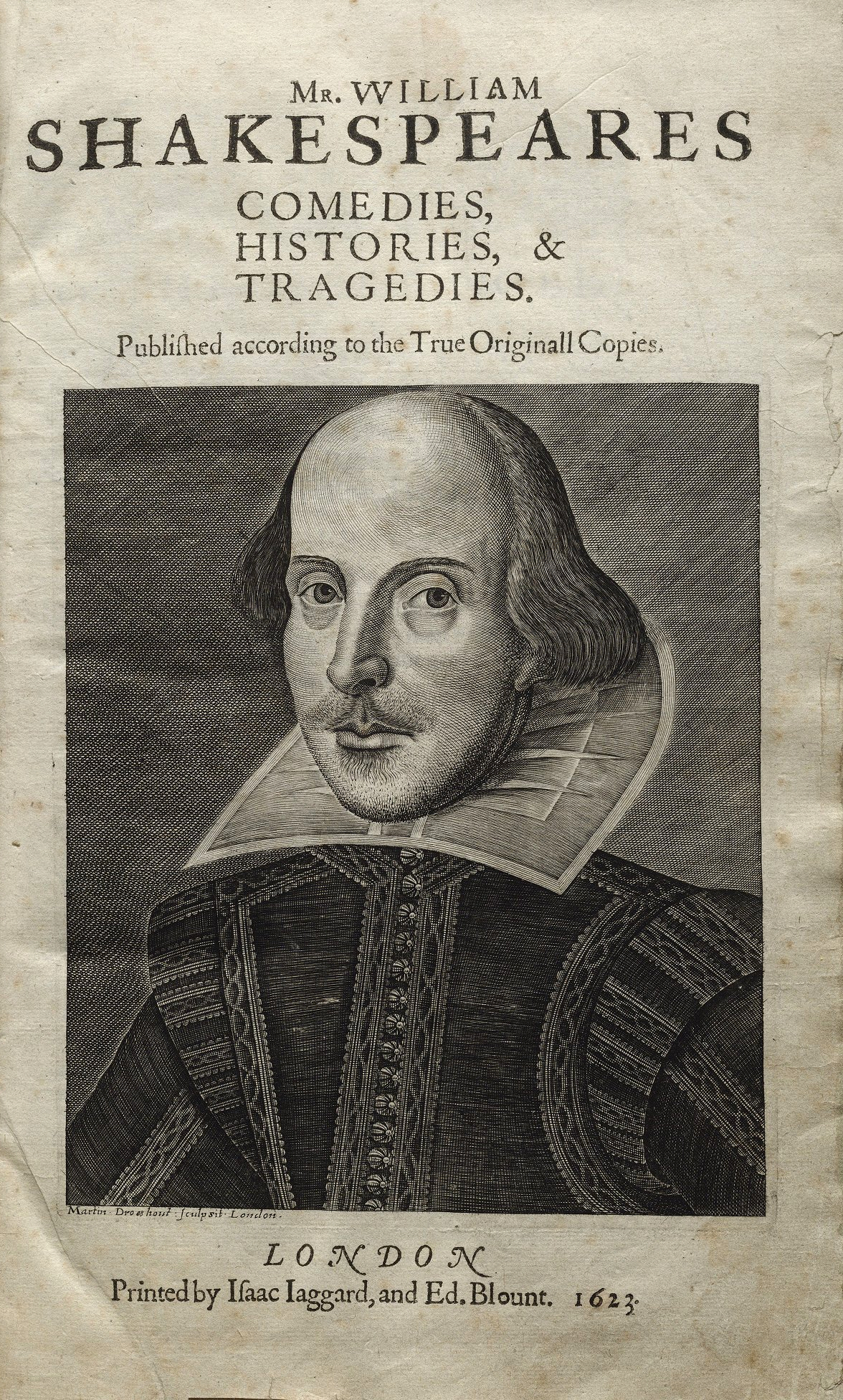
Az első folió címlapja Shakespeare portréjával az ún. Droeshout-portréval (1623)

A Mr. William Shakespeares Comedies, Histories, & Tragedies (magyarul Mr. William Shakespeare vígjátékai, királydrámai és tragédiái) William Shakespeare darabjainak 1623-ban kiadott első gyűjteménye. Az irodalomtörténészek általában első fólió-ként hivatkoznak rá. Az ekkor Shakespeare-nek tulajdonított valamennyi, összesen mintegy harminchat színpadi művet tartalmazza.
A kiadást Shakespeare kollégái, John Heminges és Henry Condell színész készítették elő fólió formátumban körülbelül hét évvel „A Bárd” halála után. Annak ellenére, hogy Shakespeare művei közül tizennyolcat már publikáltak ezt megelőzően, az első fólió az egyetlen megbízható forrása nagyjából további húsz szövegének, és további értékes forrásszövege a korábban publikáltaknak is. A kötet nem tartalmaz két, az irodalomtudósok által részben Shakespeare-nek tulajdonított darabot, a Pericles-t és A két nemes rokon-t.